# This is Egg Speaking...
This is Egg Speaking... es el segundo álbum en la carrera de Mummy the Peepshow. Grabado en Los Ángeles y editado por el sello Benten (ref. BNTN-040), en él se observa una mejora en la producción con respecto al anterior y un ligero acercamiento al pop. El tema "Dear Big Tongue" fue incluido en diversos recopilatorios promocionales. Además, el disco incluye dos versiones, "Jenny Is Feeling Bad", originalmente titulada "Jenny Wa Gokigen Naname" (ジェニーはご機嫌ななめ?), de Juicy Fruits y "Ne sois pas si bête", popularizada por la cantante France Gall. 
Tras la grabación, Yuki-San abandona el grupo al contraer matrimonio.

## Listado de canciones
| N.º | Título                    | Escritor(es)                  | Duración |  |
| 1.  | «We Are»                  |                               | 3:36     |  |
| 2.  | «Dear Big Tongue»         |                               | 2:34     |  |
| 3.  | «Jenny Is Feeling Bad»    | Okiyama, Chikada              | 3:26     |  |
| 4.  | «Annie»                   |                               | 1:47     |  |
| 5.  | «Wonder Bread Angel Soup» |                               | 2:29     |  |
| 6.  | «Dirty Snowy Red Coat»    |                               | 1:56     |  |
| 7.  | «Spring Pants Has Come»   |                               | 3:05     |  |
| 8.  | «Ne sois pas si bête»     | J. Wolf, B. Power, P. Delanoe | 2:21     |  |
| 9.  | «Rock Me Bartender»       |                               | 4:33     |  |